# Freinage magnétique (astronomie)
Pour les articles homonymes, voir Freinage magnétique.

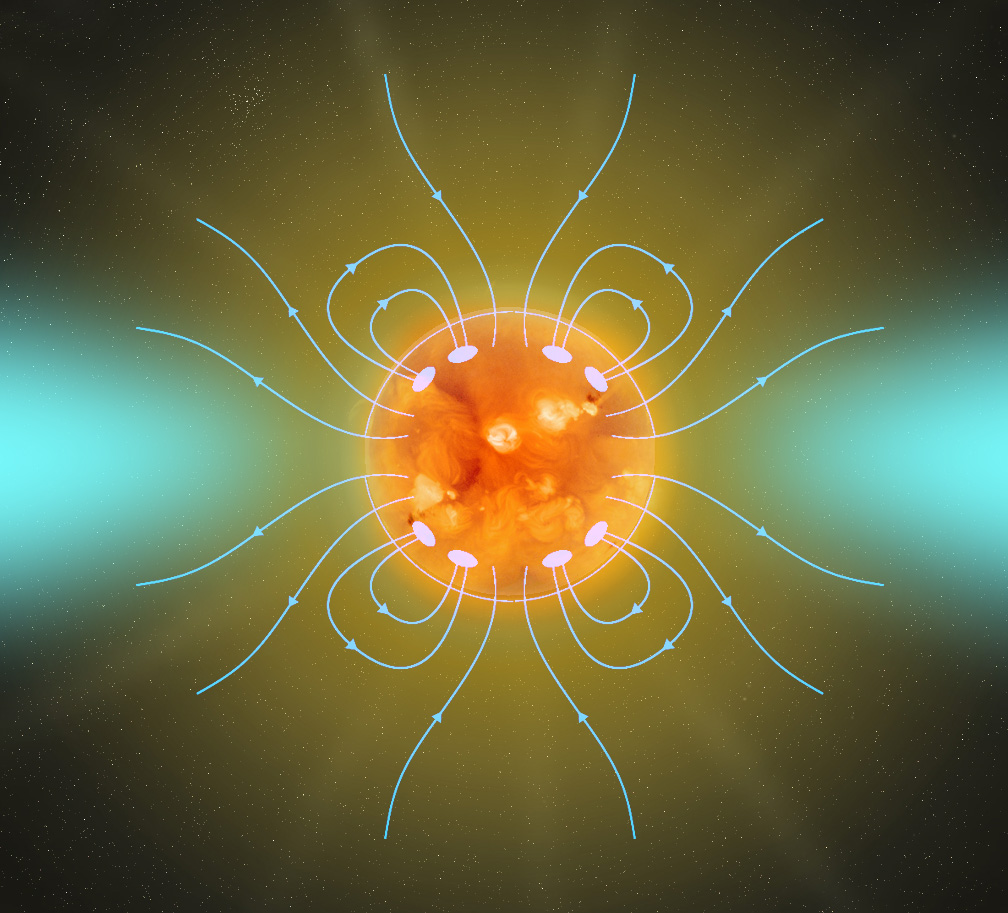
Les lignes de champ magnétique tournent avec le Soleil en tant qu’objet solide. Le gaz ionisé transporté le long des lignes de champ échappera à un moment donné aux lignes de champ magnétique et ainsi enlèvera du moment angulaire du Soleil.

Le freinage magnétique est une théorie expliquant la perte de moment cinétique stellaire due à la matière capturée par le champ magnétique stellaire et projetée à grande distance de la surface de l’étoile. Elle joue un rôle important dans l’évolution des systèmes d’étoiles binaires.

## Le problème
La théorie actuellement acceptée de la formation et de l’évolution du Système solaire affirme que le Système solaire provient d’un nuage de gaz et de poussières en contraction. Au fur et à mesure que le nuage se contracte, le moment cinétique doivent être conservé. Une toute petite rotation nette du nuage entrainera une augmentation de la rotation à mesure que le nuage s’effondrera, forçant le matériau à se reconfigurer en un disque rotatif. Au centre dense de ce disque se forme une protoétoile qui gagne de la chaleur à partir de l’énergie gravitationnelle de l’effondrement. Au fur et à mesure que l’effondrement se poursuit, la vitesse de rotation peut augmenter au point où la protoétoile en accrétion peut se briser en raison de la force centrifuge à l’équateur. 

Ainsi, la vitesse de rotation doit être freinée pendant les 100 000 premières années de la vie de l’étoile pour éviter ce scénario. Une explication possible du freinage est l’interaction du champ magnétique de la protoétoile avec le vent stellaire. Dans le cas du Système solaire actuel, lorsque les moments angulaires des planètes sont comparés à celui du Soleil, ce dernier a moins de 1% de son moment angulaire supposé. En d’autres termes, le Soleil a donc ralenti sa rotation alors que la masse des planètes a conservé son moment cinétique (de révolution).

## L’idée derrière le freinage magnétique
Le matériau ionisé capturé par les lignes de champ magnétique tournera avec le Soleil comme s’il s’agissait d’un corps solide. Comme la matière s’échappe du Soleil en raison du vent solaire, la matière hautement ionisée sera capturée par les lignes de champ et tournera avec la même vitesse angulaire que le Soleil, même si elle est emportée loin de la surface du Soleil, jusqu’à ce qu’elle finisse par s’échapper. Cet effet de transporter la masse loin du centre du Soleil et de la perdre, ralentit la rotation du Soleil,. 

Le même effet est utilisé pour ralentir la rotation d’un satellite en rotation ; ici deux fils enroulent des poids à une distance ralentissant la rotation des satellites, puis les fils sont coupés, laissant les poids s’échapper dans l’espace et privant définitivement le vaisseau spatial de son moment cinétique.

## Freinage magnétique affaibli
En 2016, des scientifiques des observatoires Carnegie ont publié une recherche suggérant que les étoiles à un stade de vie similaire à celui du Soleil tournaient plus vite que ne le prédisaient les théories du freinage magnétique. Pour calculer cela, ils ont localisé les taches sombres à la surface des étoiles et les ont suivies au fur et à mesure qu’elles se déplaçaient avec le spin des étoiles. Bien que cette méthode ait été efficace pour mesurer le spin des étoiles plus jeunes, le freinage magnétique « affaibli » dans les étoiles plus anciennes s’est avéré plus difficile à confirmer, car ces dernières ont notoirement moins de taches stellaires. 

Dans une étude publiée dans Nature Astronomy en 2021, des chercheurs de l’Université de Birmingham ont utilisé une approche différente, à savoir l’astérosismologie, pour confirmer que les étoiles plus anciennes semblent tourner plus rapidement que prévu.